# 대한민국 형법 제189조
대한민국 형법 제189조는 과실, 업무상과실, 중과실에 대한 형법각칙의 조문이다.

## 조문
제189조(과실, 업무상과실, 중과실) ① 과실로 인하여 제185조 내지 제187조의 죄를 범한 자는 1천만원 이하의 벌금에 처한다. <개정 1995.12.29>
②업무상과실 또는 중대한 과실로 인하여 제185조 내지 제187조의 죄를 범한 자는 3년 이하의 금고 또는 2천만원 이하의 벌금에 처한다. <개정 1995.12.29>